# DBH Deutsche Buch Handels GmbH & Co. KG
Die Deutsche Buch Handels GmbH & Co. KG (DBH) mit Sitz in München ist ein Zusammenschluss aus Hugendubel, Jokers, Weiland, Wohlthat'sche und DBH Warenhaus. Buch Habel wurde 2008 vollständig übernommen und ab Januar 2011 auf Hugendubel verschmolzen. Mit insgesamt 496 Filialen liegt die DBH damit deutlich vor der Thalia Holding GmbH und ist die größte deutsche Buchhandelskette.

## Geschichte
Sie wurde 2006 als Finanzholding gegründet und gehört zu 50 % der Familie Hugendubel und zu 50 % der Verlagsgruppe Weltbild aus deren vorherigen langjährigen Kooperation dieses „Joint-Venture“ hervorging (Gesellschafter der Verlagsgruppe Weltbild waren bis 2014 wiederum 14 Diözesen der römisch-katholischen Kirche in Deutschland sowie die Soldatenseelsorge Berlin). Im Geschäftsjahr 2011 erwirtschaftete die DBH einen Umsatz von 731 Mio. Euro.
Die DBH gab für ihr erstes Geschäftsjahr 2006 einen Umsatz von rund 675 Mio. Euro bekannt. Sie verwaltet die 465 Buchhandelsfilialen der beiden Eigentümergesellschaften mit insgesamt rund 3500 Mitarbeitern (Stand: Oktober 2007). Dazu gehören in Deutschland, Österreich und der Schweiz die Buchhäuser Hugendubel (34 Filialen), Weiland (33), Buch Habel (17, mittlerweile z. T. verkauft, z. T. auf Hugendubel umfirmiert), Schmorl und von Seefeld in Hannover (2) und die Buchdiscounter Wohlthat'sche Buchhandlung (rund 50), Weltbild / Weltbild Plus / Weltbild Best (ca. 260), Jokers Restseller (18) und die Vollsortimentsbuchhandlungen Buchhandlung Weltbild! (12) sowie in Österreich die 35 Filialen von A&M und AM!.
Ab Juli 2008 führt die DBH 44 der bis dahin 89 Buchabteilungen des Kaufhauskonzerns Karstadt. Die restlichen Abteilungen werden geschlossen und die Mitarbeiter in anderen Bereichen beschäftigt. Um die Partnerschaft mit Karstadt hatte sich zuvor die Thalia-Kette bemüht. Die Übernahme von 44 Buchabteilungen wurde im April 2008 vom Bundeskartellamt genehmigt; acht weitere Buchabteilungen (in Kiel, Leipzig, Wiesbaden, Frankfurt am Main und München) durften aus kartellrechtlichen Bedenken vorläufig nicht übernommen werden.
Um Personalkosten zu sparen, haben 2009 massive Umstrukturierungsmaßnahmen im gesamten Konzern begonnen. Anfang des Jahres wurde dazu mit Stellenstreichungen in der Teilhabergesellschaft der DBH Verlagsgruppe Weltbild begonnen.
Als erste Konzerntochter war ab Mai 2009 zunächst das Unternehmen Weltbild plus betroffen. Da in diesem Unternehmen keine Betriebsräte gebildet wurden, konnten die geplanten 322 Stellenstreichungen zzgl. Stundenreduzierungen ungehindert und zügig umgesetzt werden.
Zum 30. Juni 2009 wurden die Verwaltungen von Buch Habel in Darmstadt und der Wohlthat'schen Buchhandlung in Berlin geschlossen und die Aufgaben in der Geschäftszentrale der DBH konzentriert. Darauf folgten die großen Entlassungswellen bei Buch Habel, Hugendubel und Wohlthat. Bei Wohlthat wurde die Maßnahme bundesweit ungehindert und unter Ausschluss der Öffentlichkeit umgesetzt. In den Wohlthat-Filialen in Berlin/Potsdam wurde sie durch das Einwirken des örtlichen Betriebsrates, wie bei Buch Habel und Hugendubel, verzögert und durch die Unterstützung der Gewerkschaft ver.di öffentlich gemacht. Anfang November 2009 begann der Arbeitskampf in der Wohlthat'schen Buchhandlung. Im Laufe des Jahres 2010 sind die Arbeitskampfmaßnahmen mangels ausreichender Unterstützung in der, zum großen Teil durch neu eingestellte geringfügig Beschäftigte aufgefüllten, Belegschaft zum Erliegen gekommen, trotz fortsetzender Filialschließungen in Berlin und Potsdam.
Ebenfalls Ende 2009 haben die im Konzern vorhandenen Gesamtbetriebsräte und Betriebsräte einen Konzernbetriebsrat gegründet, womit sie die Mitbestimmung in den Tochterunternehmen ausbauen wollen. Dazu werden Betriebsratswahlen in den betriebsratslosen Betrieben ohne Gesamtbetriebsrat angestoßen. Neben dieser Aufgabe sollen die örtlichen Gremien ein effizientes Informationssystem für die Vorgänge im Konzern erhalten, das, über die Grenzen der örtlichen Mitbestimmung und der Mitbestimmung in den Tochterunternehmen hinaus, frühzeitig über die Planung der Konzernleitung berichten kann. Nach ersten Schwierigkeiten in 2010 ließ in diesem Gremium das Engagement erheblich nach.
Die Holding setzt ein gemeinsames Warenwirtschaftssystem ein, betreibt jedoch bislang keinen zentralen Einkauf. Anders als bei der konkurrierenden Thalia-Kette behalten die einzelnen Filialen bislang auch ihren Namen und sollen nach Aussage der Firmenleitung auch ihr eigenständiges Profil bewahren.
Wie die anderen großen Buchhandelsketten (Thalia und Mayersche) nutzt die DBH die Logistik- und Zentrallagerkapazitäten des Buchgroßhändlers Libri.
Das Weltbild-Filialgeschäft wurde 2014 aus dem Vertriebsverbund herausgelöst und auf Weltbild übertragen.